# Irwin Corey
Pour les articles homonymes, voir Corey.
Irwin Corey souvent appelé Professor Irwin Corey, né le 29 juillet 1914 à Brooklyn et mort le 6 février 2017 à Manhattan, est un humoriste, acteur de cinéma et militant américain.
Il est souvent présenté comme « The World's Foremost Authority ».

## Biographie
Né à Brooklyn, il connaît une enfance difficile. Après que son père a déserté la famille, sa mère se retrouve dans la misère et est contrainte de le placer avec ses cinq frères et sœurs à l'Hebrew Orphan Asylum of New York, où il est resté jusqu'à son adolescence.
Pendant la Grande Dépression, il travaille pour le Civilian Conservation Corps. Il fait de la boxe et devient un champion poids léger.
Il devient un activiste de la gauche américaine. left-wing politics. En 1938, il trouve un emploi à New York : il écrit des dialogues pour la comédie musicale Pins and Needles, où il tient un rôle. L'action de cette œuvre légère traite des péripéties liées à une organisation syndicale. Ironiquement, il est renvoyé de ce job à cause de son activisme syndical. Loin de se décourager, il cogne à d'autres portes et, cinq ans plus tard, il s'est fait un nom comme stand-up comique et donne régulièrement des spectacles.
Pendant la Seconde Guerre mondiale, il est réformé pour six mois lorsqu'il parvient à convaincre le psychiatre de l'armée qu'il est homosexuel. Après la guerre, il milite avec des mouvements de gauche et flirte un temps avec le Parti communiste. Il est inscrit sur la Liste Noire du maccarthysme au cours des années 1950, ce qui l'empêche de faire carrière à Hollywood : son premier film, How to Commit Marriage, sort en 1969. Il conservera néanmoins une activité politique de gauche aussi militante que libre. Ainsi, aux élections présidentielles de 1960, il appuie la candidature de Hugh Hefner, le fondateur de Playboy, alors qu'aux primaires du Parti démocrate de 2016, il appuie la candidature de Bernie Sanders.
C'est essentiellement sur Broadway et à la télévision que se développe sa carrière. Sur Broadway, il connaît des hauts et des bas. En 1951, il joue le génie Abou Ben Atom dans la comédie musicale Flahooley, un des plus gros fours de l'histoire du théâtre américain qui n'a eu que 40 représentations. Or, l'année suivante, il joue dans la comédie Mrs. McThing, aux côtés de Helen Hayes et Ernest Borgnine, qui connaît 320 représentations. Il monte une dernière fois sur les planches en 2004 dans Sly Fox, une réécriture moderne de Volpone de Ben Jonson.
À partir des années 1950, il fait de nombreuses apparitions à la télévision américaine, surtout dans des comédies et des talk-show, où son sens de l'humour fait merveille.
En 2001, il tient le rôle de Charlie dans Le Sortilège du scorpion de jade (The Curse of the Jade Scorpion) de Woody Allen.
Il meurt en février 2017, à l'âge de 102 ans, dans son appartement de Manhattan, son fils étant à son chevet.

## Filmographie
- 1969 : How to Commit Marriage - Le Baba Ziba
- 1975 : Foreplay - Le Professeur Irwin Corey
- 1976 : Car Wash - La Mad Bomber
- 1977 : Thieves de John Berry  - Joe Kaminsky
- 1977 : Chatterbox! - lui-même
- 1979 : Fairy Tales  (1979) - Dr Eyes
- 1982 : The Comeback Trail (1982) - lui-même
- 1982 : Stuck on You! (1982) - Juge Gabriel
- 1984 : Crackers (1984) - Lazzarelli
- 1986 : The Perils of P.K.
- 1989 : That's Adequate - D. W. Godilla
- 1996 : Jack - Poppy
- 1996 : I'm Not Rappaport de Herb Gardner (en) - Sol
- 2000 : The Boys Behind the Desk
- 2001 : Le Sortilège du scorpion de jade (The Curse of the Jade Scorpion) - Charlie
- 2013 : Irwin & Fran[4] - lui-même